# Nocadeň
Nocadeň – słowacki zespół rockowy. Został założony w 1997 roku w Koszycach.
W 2000 roku wydali swój debiutancki album pt. Nocadeň. Po nim ukazały się kolejne nagrania studyjne: Slová už nevravia nič (2001), Katarzia (2003), Nestrieľajte do labutí (2006) i Ikony (2008). Po dłuższej przerwie wydali album zatytułowany Pozemskí astronauti (2015). Pojawiły się na nim takie przeboje jak „Havran”, „V nás” czy „Papierové kone”.

## Dyskografia
Źródło: 
Albumy
- Nocadeň (2000)
- Slová už nevravia nič (2001)
- Katarzia (2003)
- Nestrieľajte do labutí (2006)
- Retrospektíva (2006)
- Ikony (2008)
- Pozemskí astronauti (2015)
- Introspekcia (2017)
- Nocadeň v divadle (2018) – album koncertowy[3]
- Auróra (2019)